# Итальянское вторжение во Францию
Итальянское вторжение во Францию, или Битва в Альпах (фр. bataille des Alpes), или Битва в Западных Альпах (итал. battaglia delle Alpi Occidentali (10—25 июня 1940 года) — стратегическая военная операция итальянских войск против французской армии в ходе Второй мировой войны, часть Французской кампании. Оно стало первым масштабным сражением Италии во Второй мировой войне и последним большим сражением в ходе Французской кампании стран Оси.
Вступление Италии в войну расширило военные действия на Африку и Средиземное море. Итальянский лидер Бенито Муссолини мечтал сокрушить англо-французское преобладание на Средиземном море, восстановление Италии в её исторических границах (Italia irredenta) и расширение итальянского влияния на Балканы и Африку. В 1930-е годы Британия и Франция пытались отвратить Италию от союза с Германией, но молниеносный успех Германии в начальной фазе войны побудил Италию в мае 1940 года перейти на сторону Германии.
Вечером 10 июня Италия объявила войну Франции и Британии, сразу после полуночи страны оказались в состоянии войны. В первый день войны страны обменялись воздушными рейдами, но на альпийском фронте царило затишье, поскольку Франция и Италия удерживали оборонительные позиции вдоль линии фронта. Вдоль Альпийской линии произошло несколько стычек патрулей и перестрелка у итальянского Альпийского вала. 17 июня Франция объявила о своём желании заключить перемирие с Германией. 21 июня после подписания франко-германского перемирия Италия предприняла массированное наступление по всему альпийскому фронту, главный удар был направлен на северный сектор, вторичное наступление шло вдоль побережья. Итальянцам встретившим сильное сопротивление удалось вторгнуться на несколько км вглубь французской территории. Наступление остановилось, первоначальные цели не были достигнуты. Наибольшим успехом итальянцев стал захват г. Ментон.
Вечером 24 июня в Риме было подписано перемирие. Оно вступило в силу после полуночи 25 июня в одно время с перемирием Франции и Германии (подписанным 22 июня). Италии было позволено оккупировать захваченные ей территории, на французской стороне границы была создана демилитаризованная зона. Италия установила экономический контроль на юго-восточную часть территории Франции до реки Роны. Италия получила определённые права и концессии в нескольких французских колониях. Для наблюдения над соблюдением перемирия французской стороной в г. Турин была учреждена комиссия по контролю за перемирием (Commissione Italiana d’Armistizio con la Francia (CIAF).

## Предыстория

### Имперские амбиции фашистской Италии

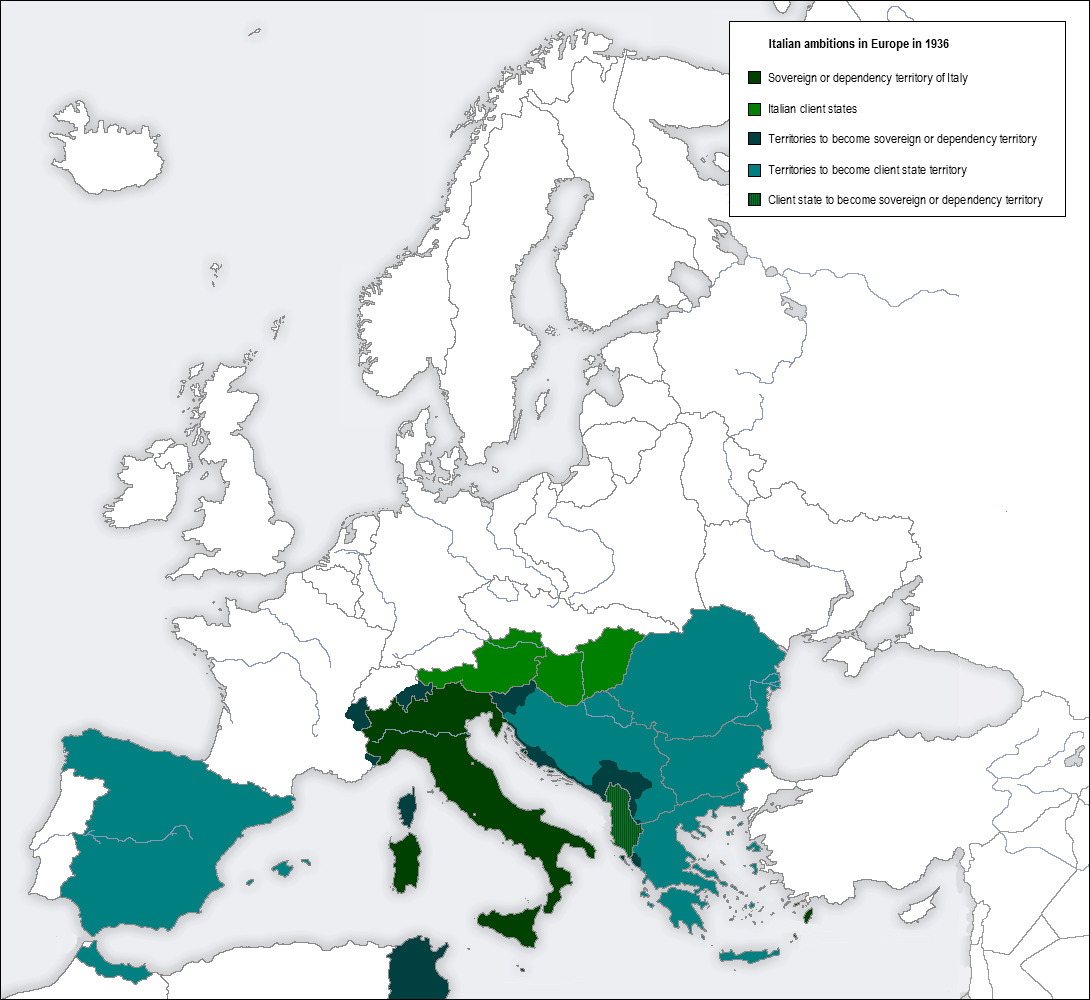
Амбиции фашистской Италии в Европе 1936 год.

В конце 1920 года премьер-министр Италии Бенито Муссолини всё больше настаивал на имперской экспансии, утверждая, что Италия нуждается в жизненном пространстве ввиду растущего перенаселения и в связи с этим другим странам было бы лучше помочь Италии в достижении этой цели. Режим Муссолини немедленно начал стремиться к установлению политической гегемонии над районом Средиземноморья. Балкан и Дуная. У Муссолини были и более грандиозные мечты — об империи, простирающейся от Гибралтарского до Ормузского пролива. Идея о гегемонии над Балканами и Средиземноморьем основывалась на господстве Римской империи над этими регионами. Фашисты вынашивали планы протектората над Албанией и аннексией Далмации, экономическом и военным контролем над Югославией и Грецией. Режим Муссолини также стремился к установлению протектората над Австрией, Венгрией, Румынией и Болгарией, находившихся на границе европейской сферы влияния. Муссолини также желал оспорить владычество Британии и Франции над Средиземным морем, которое считал жизненно важным для Италии (поскольку оно связывало Италию с Атлантическим и Индийским океанами), хотя и не объявлял публично об этих целях.
В 1935 году Италия развязала вторую итало-абиссинскую войну «колониальную кампанию 19-го века в наши дни». В Италии с оптимизмом заговорили о сборе армии из этнических эфиопов для «помощи в завоевании» англо-египетского Судана. Война также стала сигналом к началу проведения Италией более агрессивной внешней политике и также «продемонстрировала уязвимость» британцев и французов. Это в свою очередь дало возможность Муссолини приступить к реализации его имперских целей. В 1936 году разразилась гражданская война в Испании. С самого начала Италия начала играть важную роль в данном конфликте. Военный вклад Италии был настолько весом, что сыграл решающую роль в победе мятежных сил под командованием Франсиско Франко. Муссолини оказался вовлечён в «полномасштабную войну за пределами государства» намекая на будущее содействие Испании Итальянской империи и имея в виду цель перевести уклад внутри страны на военный лад и создать «культуру воинов». По окончании войны в Эфиопии отношения Германии и Италии, бывшие напряжёнными за несколько лет до этого были восстановлены, в октябре 1936 года был подписан договор о взаимных интересах. Муссолини отозвался о договоре как о создании оси Берлин-Рим, вокруг которой будет вращаться Европа. Подписание договора стало результатом растущей зависимости от германского угля последовавшей ввиду санкций Лиги Наций, схожей политики двух стран по вопросу конфликта в Испании и симпатии Германии в отношении Италии на фоне отрицательной реакции европейских стран на Абиссинскую войну. Связи между Германией и Италией начали усиливаться, Муссолини попал под влияние Адольфа Гитлера которого «не смог избежать».

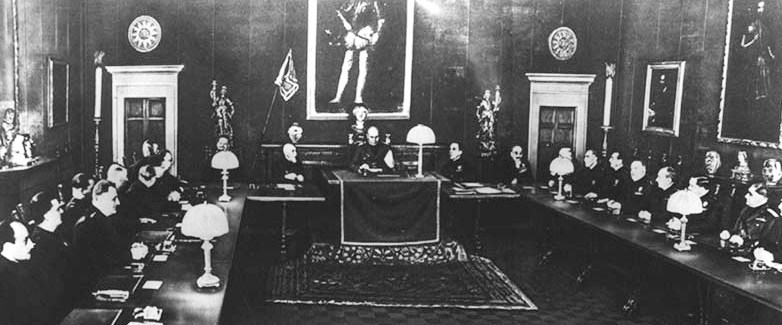
Заседание Большого фашистского совета 9 мая 1936 года.

В октябре 1938 года после заключения Мюнхенского соглашения Италия потребовала концессий у Франции: свободного порта в Джибути, контроль над железной дорогой Аддис-Абеба — Джибути, итальянского участия в компании Суэцкого канала, совместного управления французским Тунисом и сохранения итальянской культуры в Корсике, недопущения французской ассимиляции населения. Франция отвергла требования, полагая что подлинной целью Италии является овладение Ниццей, Корсикой, Тунисом и Джибути. 30 ноября 1938 года министр иностранных дел Италии Галеаццо Чиано выступил перед палатой депутатов и рассказал о «природных устремлениях итальянского народа», аудитория отреагировала на выступление криками: «Ницца! Корсика! Савой! Тунис! Джибути! Мальта!». В это же день Муссолини обратился к Большому фашистскому совету о «немедленных целях фашистского динамизма»: Албании, Тунисе, Корсике (неотъемлемой части Франции), швейцарском кантоне Тичино и всей «французской территории за рекой Вар», включавшей Ниццу (но не Савойю).
С 1939 года Муссолини часто высказывал своё убеждение, что Италия требует неоспоримого доступа к Мировому океану и судовым линиям, для обеспечения национального суверенитета. 4 февраля 1939 года Муссолини на закрытом собрании большого совета произнёс длинную речь о международных делах и целях своей внешней политики, «которая имела сходство со знаменитым заявлением Гитлера, зафиксированным полковником Хоссбахом». Муссолини начал с заявления, что свобода страны прямо зависит от силы флота. Затем последовала «знаменитая жалоба, что Италия является пленницей Средиземного моря». Он заявил, что решётками этой тюрьмы являются Корсика, Тунис, Мальта и Кипр а Гибралтар и Суэц — тюремными стражами. Для прекращения британского контроля было необходимо нейтрализовать британские базы на Кипре, Гибралтаре, Мальте и в Египте (контролирующем Суэцкий канал). 31 марта Муссолини заявил, что «Италия не будет действительно независимой страной, пока Корсика, Бизерта, Мальта являются решётками её средиземноморской тюрьмы, а Гибралтар и Суэц — её стенами». Фашистская внешняя политика считала само собой разумеющимся, когда-либо нужно будет осадить демократии в Британии и Франции. Итальянская Ливия и Итальянская Восточная Африка соединятся благодаря захвату англо-египетского Судана, и средиземноморская тюрьма будет разрушена. После этого Италия сможет двинуться «как к Индийскому океану через Судан и Абиссинию, так и к Атлантике через французскую северную Африку».
Уже в начале сентября 1938 года итальянские военные разработали план вторжения в Албанию. 7 апреля итальянские войска высадились в Албании и в течение трёх дней оккупировали большую часть страны. Италия захватила Албанию для расширения «жизненного пространства», для облегчения ситуации с перенаселением и для обеспечения плацдарма для дальнейших конфликтов на Балканах, связанных с экспансией. 22 мая 1939 года Италия и Германия подписали т. н. Стальной пакт, согласно которому обе страны объединились в военный союз. Подписание пакта стало кульминацией германо-итальянского сближения, начиная с 1936 года. Пакт по своей сути не носил оборонительного характера. Скорее он был создан для «совместной войны против Франции и Британии», хотя руководство Италии понимало, что такая война не начнётся в течение нескольких лет. Тем не менее, надежды Италии на столь долгий период мира не оправдались, и немцы начали воплощать свои планы по захвату Польши.

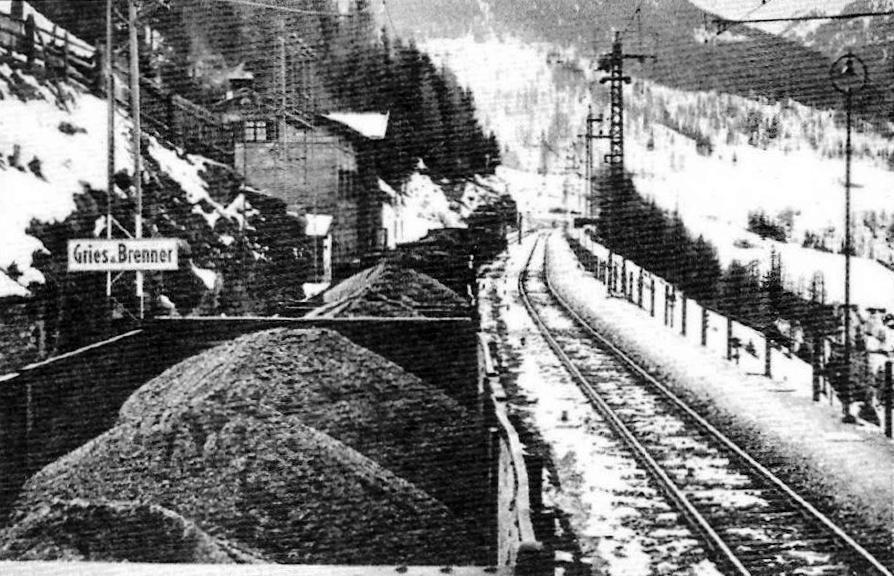
Состав с немецким углем проходит перевал Бреннер

В сентябре 1939 года Британия приступила к избирательной блокаде Италии. Уголь из Германии, погруженный в Роттердаме был объявлен контрабандным. Германия пообещала отправлять грузы по железной дороге через Альпы. Британия предложила удовлетворять все нужды Италии в обмен на итальянское вооружение. Италия не могла согласиться на это предложение, не разрывая союза с Германией. Тем не менее, 2 февраля 1940 года Муссолини одобрил проект договора с британскими королевскими ВВС о поставке 400 самолётов Капрони, но 8 февраля он отказался от сделки. Британский офицер разведки Фрэнсис Родд полагал, что Муссолини в течение недели 2-8 февраля был принужден к отказу от сделки оказавшись под давлением Германии. Эту точку зрения разделял и британский посол в Риме Перси Лорейн. 1 марта Британия объявила, что заблокирует все поставки угля из Роттердама в Италию. Итальянский уголь стал одной из наиболее обсуждаемых тем в дипломатических кругах в течение весны 1940 года. В апреле Британия начала усиливать свой средиземноморский флот для усиления блокады. Несмотря на опасения Франции, Британия отказалась от концессий в Италии «чтобы не создать впечатление слабости». В первый месяц весны 1940 года Германия отправила в Италию 1 млн тонн угля, это количество даже превысила запрос Муссолини от августа 1939 года, о предоставлении Италии шести млн. тонн угля в первые 12 месяцев войны.

### Битва за Францию
1 сентября 1939 года Германия напала на Польшу. Через месяц военных действий Польша была разгромлена. Последовал т. н. период «странной войны» когда союзники и Германия не вступали в военные действия. 10 мая 1940 Германия положила конец этому бездействию начав наступление против Франции а также из военно-стратегических соображений напав на нейтральные страны: Бельгию, Нидерланды и Люксембург. К концу мая Бельгия и Нидерланды были захвачены.
13 мая гитлеровцы перевалили через Арденны, прорвали французские линии и пересекли реку Маас у Седана. Вермахт быстро окружил северные армии союзников. 27 мая попавшие в окружение англо-французские части начали эвакуацию с континента из порта Дюнкерк, бросая при этом тяжёлое вооружение. Во время эвакуации германские войска продолжали двигаться на Париж. Располагая 60 дивизиями против 40 оставшихся французских дивизий на севере, гитлеровцы смогли 6 июня прорвать оборонительную французскую линию на реке Сомма. Через два дня после прорыва парижане уже могли слышать грохот артиллерийских выстрелов. 9 июня гитлеровцы вошли в Руан в верхней Нормандии. На следующий день французское правительство покинуло Париж, объявило столицу открытым городом и бежало в Бордо.

### Италия решает вступить в войну
23 января 1940 года Муссолини отметил, что «даже сегодня мы могли бы начать и поддерживать параллельную войну» имея в виду войну с Югославией после того как Г. Чиано встретился с хорватским деятелем Анте Павеличем. Считалось, что война с Югославией начнётся к концу апреля. 26 мая Муссолини поставил в известность маршалов Пьетро Бадольо (главу верховного генерального штаба) и Итало Бальбо (командующего фашистской милицией) что он намеревается присоединиться к войне которую Германия ведёт против Британии и Франции, чтобы он смог сесть за стол переговоров о мире, «когда мир будет разделён» после победы стран Оси. Два маршала безуспешно пытались убедить Муссолини, что он не осознаёт всей ситуации, доказывая что итальянские вооружённые силы не готовы, дивизии находятся не в полном составе, у войск не хватает вооружения, империя также не готова, а торговый флот рассеян по земному шару. 5 июня Муссолини заявил Бадольо: «Мне нужно только несколько тысяч убитых, чтобы я смог участвовать в мирной конференции, как воевавшая сторона». Согласно послевоенным воспоминаниям Пауля Пайоля бывшего в 1940 капитаном французской военной разведки (Второго бюро) 6 июня он был предупреждён, что Италия объявит войну когда он посетил майора итальянской разведки Наваля в Пон-сен-Луи для переговоров об обмене захваченными разведчиками. Когда Пайоль отказался от предложения Наваля, тот предупредил его, что остаётся только четыре дня на совместную работу, поскольку затем будет объявлена война, хотя до 19-20 июня близ г. Ментон не произошло никаких событий.

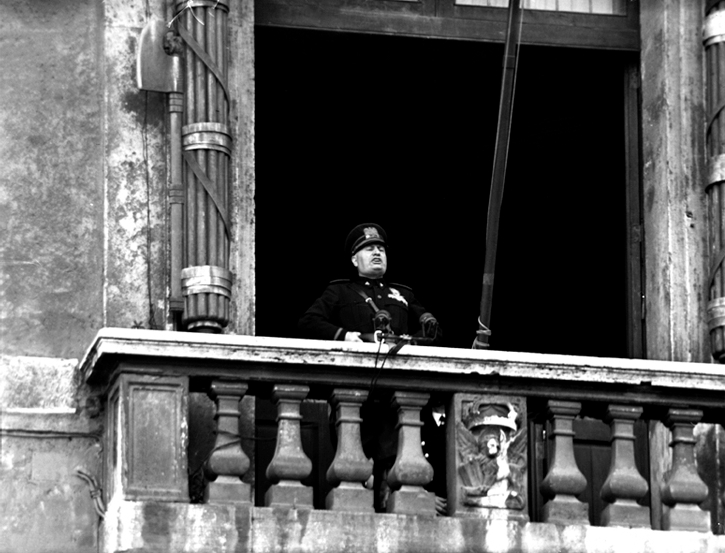
Муссолини делает заявление об объявлении войны с балкона римского Палаццо Венеция

10 июня Чиано проинформировал итальянских послов в Лондоне и Париже что в 16.30 по местному времени он направит британскому и французскому послам в Риме объявление войны. Как отметил Чиано в своём дневнике, когда он представил декларацию французский посол Анри-Франсуа Понсе был встревожен, в то время как его британский коллега Перси Лорейн, получив декларацию в 16.45 «и глазом не моргнул». Декларация вступила в силу в полночь с 10 на 11 июня. Вскоре после полуночи были проинформированы посольства других государств в Италии. В своём комментарии по поводу объявления войны А-Ф. Понсе назвал её «удар кинжалом, нанесённый уже упавшему человеку». Президент США Ф. Рузвельт сделал своё знаменитое замечание: «рука, державшая кинжал, нанесла удар в спину соседа». Франсуа Понсе и французский военный атташе в Риме генерал Анри Паризо объявил, что Франция не предпримет «внезапной войны» (guerre brusquée), это означало что Франция не начнёт наступления против Италии ввиду сокращающихся военных ресурсов.
В этот же день Муссолини обратился к толпе из Венецианского дворца. Он объявил, что ввёл страну в войну, чтобы исправить морские границы. Подлинные причины, побудившие Муссолини вступить в войну всё ещё остаются темой дебатов, хотя историки пришли к согласию, что причины были оппортунистические и империалистические.

## Силы сторон

### Британия и Франция

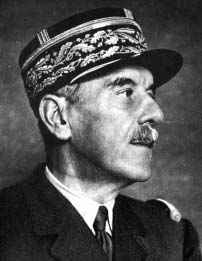
Генерал Рене Ольри, командующий Альпийской армией

По состоянию на июнь 1940 только пять перевалов через Альпы между Францией и Италией годились для автомобильного движения: Ма́лый Сен-Берна́р, Мон-Сенис, Col de Montgenèvre, Мадалена (Col de Larche) и Col de Tende. Остальные пути — прибрежная дорога и тропинки для мулов. До сентября 1939 альпийский фронт оборонялся 6-й армией под командованием генерала Антуана Бессона, армия насчитывала одиннадцать дивизий и 550 тыс. чел., этого было более чем необходимо для обороны хорошо укреплённой позиции. В октябре 6-я армия была сокращена до уровня армейского отряда (détachement d’armée), переименована в альпийскую армию (Armée des Alpes), её возглавил генерал Рене Ольри. С августа 1938 в случае войны с Италией действовал план «генерального наступления на альпийском фронте» (offensive d’ensemble sur le front des Alpes) [принятый] по настоянию генералов Гастона Бийота и Мориса Гамелена. В сентябре 1939 армия была развёрнута для наступательных (а не оборонительных) действий. Ольри получил приказы не вступать в бой с итальянцами, пока те не откроют огонь.
В декабре 1939 из армии Ольри были отозваны все мобильные части и отправлены на север на основной фронт против Германии, главный штаб сил Ольри также подвергся сокращению. После этого Ольри остался с «тремя альпийскими дивизиями, отдельными альпийскими батальонами, полубригадами альпийской крепости и двумя полубригадами альпийских стрелков», всего около 175—185 тыс. чел. Из этих сил только 85 тыс. были развёрнуты на фронте: 81 тыс. бойцов в 46 батальонах стояла против Италии, при поддержке 65 артиллерийских групп и 4,5 тыс. стояла против Швейцарии при поддержке трёх артиллерийских групп. Оставшиеся силы Ольри состояли из резервных дивизий серии В: войск второй линии, обычно состоявших из 40-летних резервистов. В целом, дивизии серии В имели низкий приоритет по распределению нового оснащения, также были вопросы по качеству подготовки солдат, в течение многих лет. Тем не менее, в Альпийской армии были 86 отрядов d'éclaireurs-skieurs (SES) (лыжников-разведчиков), взводы по 35-40 чел. в каждом. Это были элитные войска, подготовленные к горной войне, обученные скалолазанию и имевшие соответствующую экипировку.
31 мая англо-французский верховный военный совет пришёл к решению, что если Италия вступит в войну, то следует приступить к воздушным налётам на промышленные и связанные с нефтью цели в северной Италии. Для содействия этим целям Франция предоставила британским королевским ВВС два аэродрома один к северу от Марселя, как передовую базу развёртывания для бомбардировщиков, прилетающих из Британии. Согласно плану операции Haddock Force 3 июня в Марсель прибыл штаб воздушного крыла № 71. Воздушные силы, занятые в операции состояли из бомбардировщиков «Уитли» и «Веллингтон» из эскадрилий № No. 10, 51, 58, 77, 102 и 149. Франция в свою очередь отрядила часть своих ВВС готовясь к возможному вступлению Италии в войну. Эти части образовали зону воздушных операций на Альпах (Zone d’Opérations Aériennes des Alpes, ZOAA). Штаб разместился в аэропорту Валенс-Шобёль (Valence-Chabeuil). К счастью для Франции разведчики из итальянской Информационной службы армии (Servizio informazioni militare (SIM) переоценили численность готовых к бою самолётов на альпийском и средиземноморском театрах к 10 июня, в то время как в действительности многие самолёты были переброшены для борьбы с вторгнувшимися германскими войсками. ZOAA насчитывала 70 истребителей, 40 бомбардировщиков и 20 самолётов-разведчиков. Кроме того, присутствовали 28 бомбардировщиков, 38 торпедоносцев и 14 истребителей военно-морской авиации Франции. Также на Корсике находились 3 истребителя и 30 прочих самолётов. Итальянская разведка оценивала число французских самолётов свыше 2 тыс., а британских на средиземном море — в 620, численность альпийской армии — в 12 дивизий, хотя в июне там было всего 6 дивизий.

### Укрепления

Укреплённые сектора малой линии Мажино
1-6: Савойя
7-12: Дофине
14-27: Приморские Альпы
Полный перечень см. в статье Список фортов Альпийской линии.

В 1930-х годах Франция вдоль границы с Германией построила серию укреплений — линию Мажино, с целью сдерживания германского наступления по франко-германской границе. По замыслу, Германия должна была перенаправить войска и атаковать Бельгию, где захватчиков встретили бы лучшие французские дивизии. Таким образом, будущая война должна была проходить за пределами Франции, и страна избежала бы повторения ситуации с красными зонами (изуродованные войной земли, буквально превратившиеся в зоны отчуждения).
В дополнение к этому Франция возвела серию укреплений получивших название Альпийская линия или малая линия Мажино. В отличие от линии Мажино на германской границе укрепления в Альпах не составляли непрерывную линию фортов. В укреплённом секторе Дофине между Францией и Италией можно было пройти по нескольким горным проходам. Для защиты этих проходов Франция построила девять артиллерийских и десять пехотных бункеров. В укреплённом секторе Приморских Альп местность была менее пересечённой и предоставляла более удобный путь вторжения для итальянцев. В этой области, на расстоянии в 56 км между берегом и более непроходимыми горами Франция построила 13 артиллерийских и 12 пехотных бункеров. Вдоль границы перед главными укреплениями были возведены многочисленные блокгаузы и казематы. Всё же, к началу войны только некоторые укрепления малой линии Мажино были закончены, в общем укрепления были меньше и слабее укреплений главной линии Мажино.
У Италии была серия укреплений вдоль всей сухопутной границы: Альпийский вал (Vallo Alpino). К 1939 в секции, противостоящей Франции (Западный фронт) было 460 полностью готовых укреплений (opere) с 133 артиллерийскими орудиями. В то время, как Муссолини готовился к вступлению в войну строительство продолжалось круглосуточно по всей линии, в том числе и на линии, противостоящей Германии. Альпийский вал оборонялся пограничной стражей (Guardia alla Frontiera (GAF)). Западный фронт был разделён на десять секторов и один автономный подсектор. Когда Италия вступила в войну, сектора I и V были отданы под командование X корпуса, сектора II, III и IV — под командование II корпуса, сектора VI, VII, VIII, IX и X под командование I корпуса.

### Италия

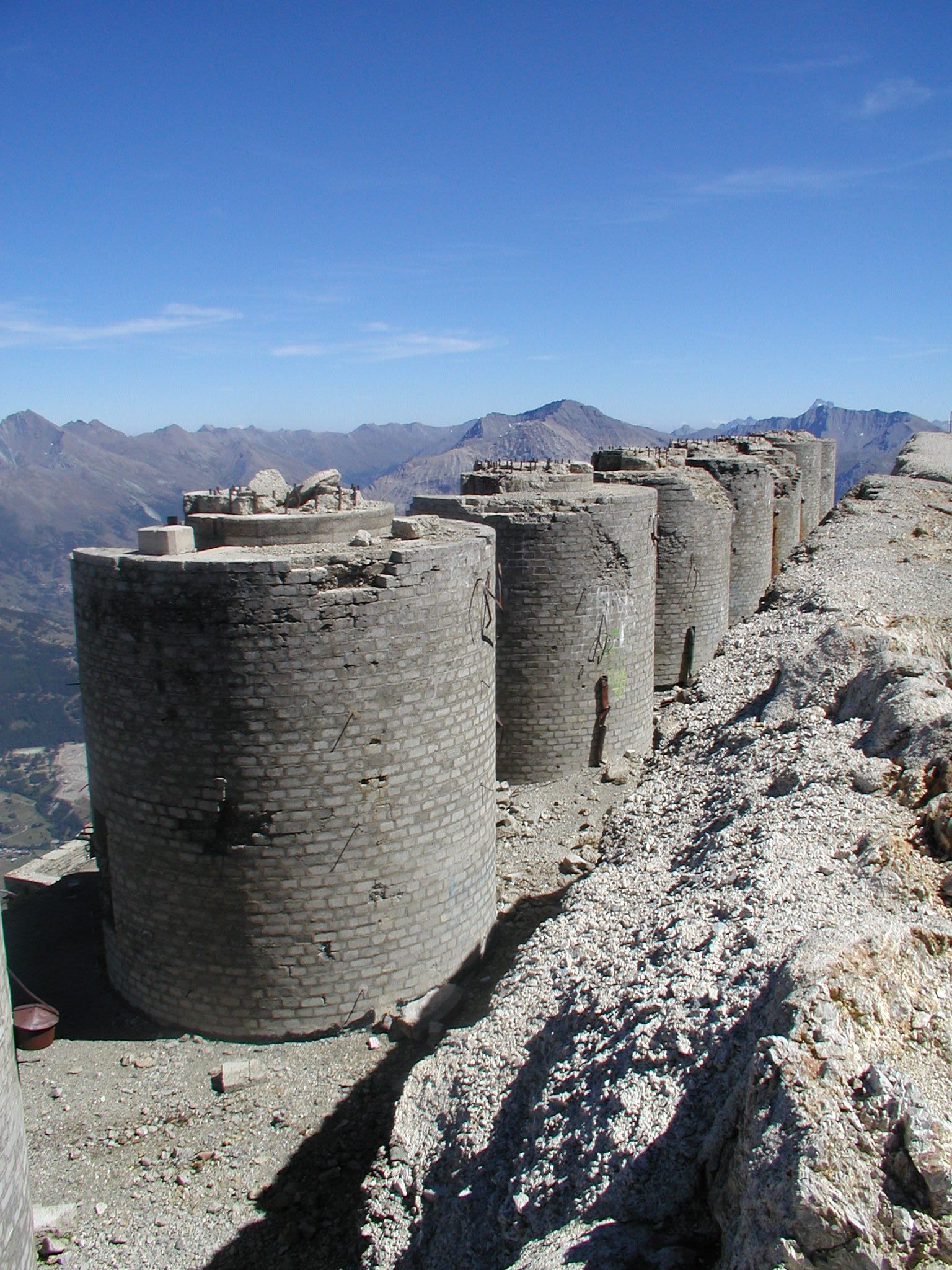
Разрушенные артиллерийские башни форта Шабертон.

В период между двумя мировыми войнами и в 1939 году мощь итальянских вооружённых сил резко изменялась ввиду волн мобилизаций и демобилизаций. Ко времени вступления Италии в войну были мобилизованы свыше 1,5 млн чел. Из этого наплыва рекрутов было сформировано 73 дивизии Regio Esercito (Королевской итальянской армии). Тем не менее, только 19 из этих дивизий были в полном составе и готовы к бою. Другие 32 дивизии находились в различных стадиях формирования и при необходимости могли быть использованы в боях. Оставшаяся часть не была готовой к битвам.
В случае войны Италия была готова к обороне как на итальянском так и на югославском фронте, для отражения французской агрессии и для наступления на Югославию, в случае если Франция останется нейтральной. Планов наступления на Францию после мобилизации не было. На французской границе было сконцентрировано 300 тыс. чел. — 18 пехотных и 4 альпийских дивизий. Эти войска занимали оборонительные позиции в основном у входов в долины. Артиллерия этих войск предназначалась для нанесения ударов в пределах границы в случае вторжения. Итальянцы не планировали штурмовать французские укрепления, развёртывание войск не менялось до июня 1940. Из этих войск были сформированы 1-я и 4-я армии находившиеся под командованием западной группы армий (Gruppo Armate Ovest) генерала Умберто Савойского. 7-я армия находилась в резерве в Турине, были готовы десять мобильных дивизий армии По (позднее переименована в 6-ю армию). Всё же большая часть этих дивизий находилась в процессе мобилизации и ещё не была готовой к бою. Для поддержки 6-й армии были выделены шесть тысяч артиллерийских орудий и два отдельных бронетанковых полка. С началом кампании для поддержки была выделена бронетанковая дивизия «Литторио», благодаря чему общее число танков возросло до двухсот. Незадолго до объявления войны дивизия «Литторио» получила семьдесят средних танков нового типа M11/39.
Несмотря на большую численность, итальянские вооружённые силы испытывали множество проблем. В 1930-е армия разрабатывала оперативную доктрину молниеносной манёвренной войны при поддержке тяжёлой артиллерии. Начиная с 1938 года, генерал Альберто Париани предпринял серию реформ радикально изменивших армию. В 1940 структура всех итальянских дивизий была изменена с тройной на двойную. Теперь дивизии состояли не из трёх а из двух полков, общая численность итальянской дивизия составила 7 тыс. чел., что было меньше численности французской дивизии того времени. Численность артиллерии также сократилась, в каждой дивизии было по единственному артиллерийскому полку, в то время как в дивизиях того времени были по 3-4 полка. Реформы Париани также отдавали предпочтение фронтальному наступлению. Кроме того армейским фронтовым командирам было запрещено непосредственно общаться напрямую с командирами ВВС и флота, из-за чего взаимодействие различных родов войск становилось почти невозможным.

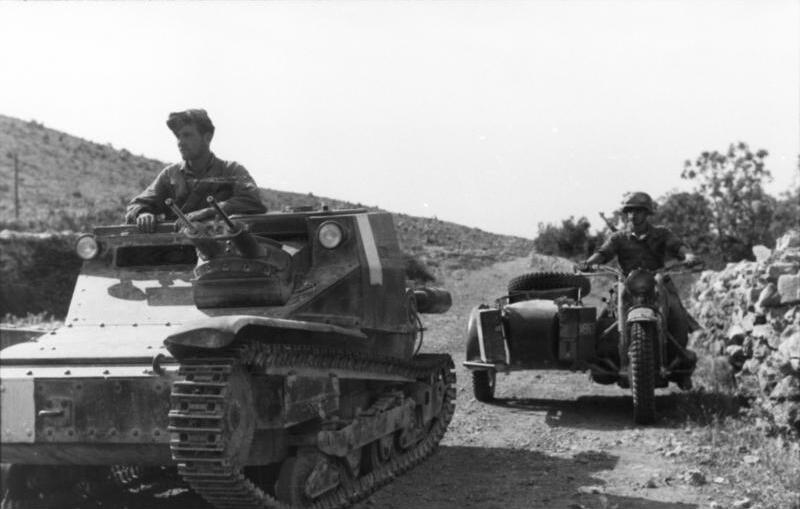
Итальянская танкетка L3/35, применявшаяся в ходе вторжения во Францию. (Снимок сделан позже, во время совместной с германскими войсками Югославской операции 1941 года)

Маршал Родольфо Грациани сетовал на то, что ввиду недостатка автомобилей итальянская армия не способна вести мобильную войну как это было предусмотрено, не говоря уже об уровне продемонстрированным германской армией. К уже используемому оборудованию также имелись вопросы. В целом итальянские войска были плохо экипированы, образцы итальянской экипировки были хуже используемых французами. После начала вторжения был распространён циркуляр, что войска следует размещать в частных домах ввиду отсутствия палаток. Подавляющую часть итальянского танкового парка составляли танкетки L3/35, вооружённые только пулемётом и защищённые лёгкой бронёй, неспособной защитить от пулемётного огня. Они устарели уже к 1940, итальянские историки описывали их как «бесполезные». Согласно данным одного исследования 70 % отказов двигателей происходило из-за недостаточной водительской подготовки. Такое же положение царило в артиллерии. Во всём арсенале из 7.970 орудий, только 246 были современными. Оставшаяся часть орудий была 40-летнего возраста и включала множество орудий, полученных по репарациям в 1918 от австро-венгерской армии.
К моменту вступления в войну Regia Aeronautica (ВВС Италии) располагали третьим по величине в мире флотом бомбардировщиков. Бомбардировочная авиация была убедительным символом фашистской модернизации и наиболее престижным из всех итальянских родов войск, также она прошла боевую закалку в недавно закончившейся испанской гражданской войне. Наиболее мощной и хорошо экипированной из всех итальянских воздушных групп была 1-я воздушная группа (1a Squadra Aerea) в северной Италии, отвечавшая за операции на итальянском фронте.
Противовоздушная оборона итальянцев была слабой. К началу августа 1939 Италия попросила у Германии 150 батарей 88-мм зенитных орудий. В марте 1940 года итальянцы повторили просьбу, но 8 июня в просьбе было отказано. 13 июня Муссолини предложил послать одну из итальянских бронетанковых дивизий на германско-французский фронт в обмен на 50 зенитных батарей, но и это предложение было отвергнуто.

## Вторжение
26 мая генерал Ольри проинформировал префекта г. Ментона, самого большого города на франко-итальянской границе, что согласно его приказу, город должен быть эвакуирован ночью. Приказ был отдан 3 июня и в течение двух последующих ночей город был эвакуирован. Вечером 10 июня после объявления войны французские войска получили приказ выдвигаться из казерн (во франкоговорящих странах — казармы в гарнизонных городах) на оборонительные позиции. Французские сапёры разрушили транспортные пути и линии связи вдоль границы с Италией. В ходе всего краткого франко-итальянского конфликта французы не предпринимали никаких наступательных действий.
29 мая Муссолини убедил короля Виктора-Эммануила III, который согласно конституции являлся верховным главнокомандующим итальянскими вооружёнными силами, передать ему эти полномочия и 4 июня Бадольо уже обращался к Муссолини как к верховному главнокомандующему. 11 июня король выпустил прокламацию ко всем войскам, где назвал Муссолини «верховным главнокомандующим вооружённых сил, действующих на всех фронтах». Это была всего лишь прокламация, а не королевский декрет, и соответственно она не имела юридической силы. Вдобавок технически эта мера ограничивала командование Муссолини войсками, участвующими в сражениях, но на практике это ограничение не действовало. 4 июня Муссолини выпустил новый устав с обзором новой сферы ответственности верховного генерального штаба (Stato Maggiore Generale или вкратце Stamage), для преобразования его стратегических директив в фактические приказы для глав родов войск. 7 июня Superesercito (верховное командование итальянской армии) приказало группе армий «Запад» обеспечить «абсолютное оборонительное поведение, как на земле, так и в воздухе» в связи с сомнениями высказанными в комментарии Муссолини по поводу сообщения Бадольо о нескольких тысячах убитых. Через два дня генеральный штаб армии (Stato Maggiore del Regio Esercito) приказал армейской группе усилить противотанковую защиту. Тем не менее, на следующий день после объявления войны не планировалось никакого наступления и не отдавалось соответствующих приказов.

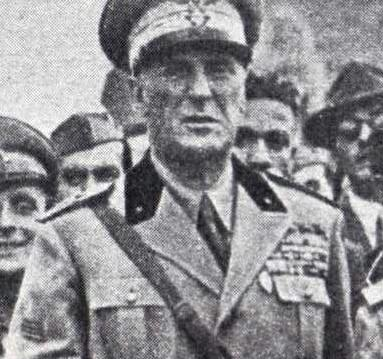
Маршал Грациани, начальник штаба вооружённых сил и фактический командующий боевыми действиями в Альпах

После 10 июня глава штаба армии маршал Грациани отправился на фронт, чтобы принять общее руководство военными действиями. К нему присоединился унтер-секретарь военного министерства Убальдо Содду. Он не осуществлял оперативное командование войсками, но воплощал связь Муссолини с фронтом. 13 июня он был назначен на пост заместителя начальника верховного генерального штаба. Адъютант маршала Грациани генерал Марио Роатта остался в Риме для передачи приказов Муссолини (отчасти ограничиваемых маршалом Бадольо) на фронт. Грациани незамедлительно опровергал многие приказы Роатты, такие как «идти по пятам врага, после чего с дерзостью бросаться на врага». На совещании своего штаба в июне 1940 Грациани оправдывал себя и осуждал как подчинённых, так и начальников ожидаемый им провал наступления.

### Воздушная кампания
Первыми в войну вступили ВВС Италии. 11 июня бомбардировщики «Савойя-Маркетти СМ-79с» из 2-й воздушной эскадры (расположенной в Сицилии и Пантелерии) с истребителями сопровождения нанесли два авиаудара по Мальте, начав тем самым длительную осаду острова, которая продлилась до ноября 1942 года. В первом утреннем налёте участвовали 55 бомбардировщиков, однако представители ПВО Мальты заявили, что в налёте участвовали 5-12 самолётов и предположили, что большинству бомбардировщиков не удалось найти свои цели. В дневном налёте участвовали 38 самолётов. 12 июня бомбардировщики СМ-79с с Сардинии атаковали французов в северном Тунисе. 13 июня 33 СМ-79с из 2-й воздушной эскадрильи бомбили тунисские аэродромы. В это же день самолёты Fiat BR.20 и CR.42 из первой воздушной эскадрильи, расположенной в северной Италии, нанесли первые удары по территории французской метрополии, бомбя аэродромы ZOAA (альпийской зоны операций ВВС), в то время как 3-й эскадра из центральной Италии нанесла удар по французскому судоходству на Средиземном море.
Сразу же после объявления войны группа Хэддока начала подготовку к авиаудару. Для предупреждения ответных нападений со стороны итальянцев французы заблокировали взлётно-посадочные полосы и препятствовали «Веллингтонам» взлетать. Но это не отпугнуло британцев. В ночь на 11 июня 36 самолётов королевских ВВС «Уитли» подялись в воздух с базы в Йоркшире по приказу бомбить Турин — сердце итальянской промышленности. По дороге бомбардировщики заправились на Нормандских островах. Большинству пришлось развернуться обратно над Альпами, ввиду обледеневания и турбулентности. Утром 12 июня десять бомбардировщиков достигли Турина а два других нанесли удар по Генуе. Итальянцам не удалось засечь самолёты, пока они не отбомбились. Персонал аэродрома в Казелле принял британские бомбардировщики за свои самолёты из Удине и осветил для них посадочную полосу. В Турине не объявили воздушную тревогу пока «Уитли» не улетели. Результаты авиаудара не были впечатляющими — 15 гражданских было убито, никакие промышленные цели не были поражены.
15 июня французы окончательно разрешили действовать группе Хэддока. Вечером восемь «Веллингтонов» попытались нанести удар по промышленным целям в Генуе. Ввиду грозы и проблем с навигацией только одному самолёту удалось бомбардировать город на утро следующего дня, остальные вернулись на базу. В ночь с 16 на 17 июня самолёты группы Хэддока нанесли свой последний удар. Девять «Веллингтонов» отправились бомбить цели в Италии однако только пятерым удалось найти свои цели. В дальнейшем ввиду ухудшения ситуации во Франции 950 человек группы Хэддока были отправлены на корабле из Марселя, их оборудование и склады были брошены. Британские бомбардировщики периодически сбрасывали листовки над Римом.

Франция ничего против вас не имеет Бросайте ваше оружие и Франция сделает то же самое
Женщины Италии! Ваши мужья, сыновья и любимые оставили вас не для того, чтобы защищать свою страну. Они страдают и умирают, чтобы насытить гордость одного человека.
Победите вы или проиграете, вы познаете голод, нищету и рабство.
Оригинальный текст (англ.)
France has nothing against you. Drop your arms and France will do the same."
"Women of Italy! Your sons and husbands and sweethearts have not left you to defend their country. They suffer death to satisfy the pride of one man."
"Victorious or defeated you will have hunger, misery and slavery
— 
Французские ВВС нанесли удар с баз в Северной Африке: по Кальяри, Трапани (22 июня) и Палермо (23 июня). Двадцать гражданских погибло в Трапани и 25 в Палермо — Это были самые сильные французские бомбардировки целей в Италии. Эти города не имели стратегической значимости, и многие бомбардировщики улетели из Франции, спасаясь от угрозы германского наступления. К 22 июня в Северной Африке собралось свыше 600 самолётов, когда командующий французскими силами на этом театре генерал Шарль Ноге обратился за разрешением предпринять наступление против Италии или Ливии и сначала получил отказ.
15 июня командование 3-я воздушной эскадры отправило несколько SM.79 и G.50 бомбить Корсику, а 16 июня послало несколько самолётов «Бреда Ba.88» нанести удар с бреющего полёта по аэродромам. Наиболее интенсивный воздушный бой в кампании произошёл 15 июня над южной Францией, когда итальянские самолёты BR.20 и CR.42 вступили в бой с французскими D.520 и MB.151. Несколько самолётов BR.20 и CR.42 было потеряно, были сбиты несколько французских самолётов. 17 июня итальянцы бомбили центр Марселя, погибли 143 человека, ранения получили 136 человек. На рассвете 21 июня итальянцы бомбили порт а затем предприняли ночной авиаудар. Воздушные бои имели место и над Тунисом, каждая сторона заявила об убитых. 17 июня гидросамолёты CANT Z.506B из 4-й воздушной зоны (юго-восточная Италия) присоединились к самолётам SM.79 в ходе бомбардировки Бизерты в Тунисе. Последняя итальянская воздушная операция против Франции была предпринята 19 июня, когда самолёты 2-й и 3-й воздушный эскадр и с Сардинии нанесли удары по целям на Корсике и в Тунисе. 21 июня девять итальянских бомбардировщиков атаковали французский эсминец «Le Malin», но не добились попаданий. В ночь с 22 на 23 июня двенадцать самолётов SM.81 вылетели с о. Родос и нанесли первый в ходе войны авиаудар по британской военно-морской базе в Александрии. Один из бомбардировщиков на обратном пути исчерпал горючее и был вынужден приземлиться в канаву.
В ходе общего наступления 21-24 июня Regia Aeronautica бомбила французские укрепления на Альпийской линии, но бомбардировки принесли лишь небольшой ущерб. Согласно генералу Джузеппе Санторо эта стратегия была неверной: укрепления были разработаны, чтобы противостоять тяжёлым обстрелам, и были частично углублены в толщу скал. Он также отмечал неверно составленные карты, туман и снег усложнившие определение целей, неготовность экипажей для проведения такого рода операций и отсутствие предварительного изучения целей. Только 115 из 285 вылетов итальянских бомбардировщиков нашли свои цели, было сброшено только 80 тонн бомб. Утром 23 июня итальянские пилоты в поисках французской артиллерии на Кэп-Мартён обстреливавшей итальянские войска у Мантона нечаянно разбомбили собственную артиллерию у Капо-Мортола в 10 км от французской.
Французские ВВС в южной части страны не принимали участия в обороне альпийской линии, предпочитая защищать собственные аэродромы от итальянских авиаударов. Рассказы об итальянских самолётах, наносивших удары по колоннам беженцев из Парижа в Бордо по фактам не подтверждаются. Regia Aeronautica никогда не совершала вылеты в Прованс в июне 1940, и наносила удары только по военным целям. Рассказы свидетелей, видевших красно-бело-зелёные опознавательные знаки итальянской авиации не достоверны, поскольку к 1940 г все трёхцветные опознавательные знаки были заменены на эмблемы с фасциями.

### Первоначальные бои
Днём 12 июня группы французских SES пересекли границу и вступили в бой с итальянскими частями на перевале Маддалены. Команда итальянского аванпоста была захвачена врасплох, погиб итальянский унтер-офицер, двое солдат получили ранения. Итальянские планы изменились после коллапса правительства Поля Рейно 15 июня. Было известно, что преемник Рейно маршал Петен пытается договориться с Германией, поэтому Муссолини посчитал, что Италия должна захватить французские территории, пока не будет подписано перемирие. В этот же день он отдал приказ группе армий «Запад» в течение трёх дней приготовиться к наступлению. Это был совершенно нереальный срок. Бадольо настаивал, что только перевод войск с оборонительных позиций на наступательные отнимет 25 дней. Поэтому генеральный штаб разделил приказ Муссолини на две директивы. Первая позволяла осуществить набеги итальянцев на французскую территорию, а вторая отменяла вступивший в силу промежуточный план и приказывала группе армий быть готовой, чтобы воспользоваться преимуществами которые появятся после возможного коллапса Альпийской армии. 17 июня Петэн выступил с объявлением: «С тяжёлым сердцем я говорю вам сегодня, что мы должны прекратить сражаться.» Это породило убеждение среди итальянцев, что Альпийская армия находится в процессе роспуска, если уже не распада. Итальянский генеральный штаб также ошибочно предполагал, что германское наступление согласно плану «Рот» вынудит французов начать эвакуацию альпийских фортов. В приказе по войскам от 18 июня генерал Паоло Микелетти из 1-й альпийской дивизии Тауринензе сообщал, что «упорного сопротивления [противника] не ожидается, ввиду пошатнувшегося боевого духа французов». Микелетти больше беспокоился о вооружённых бандах фуоришити (fuoriusciti) из итальянских политических ссыльных, по слухам, действующим в области чем о французах.

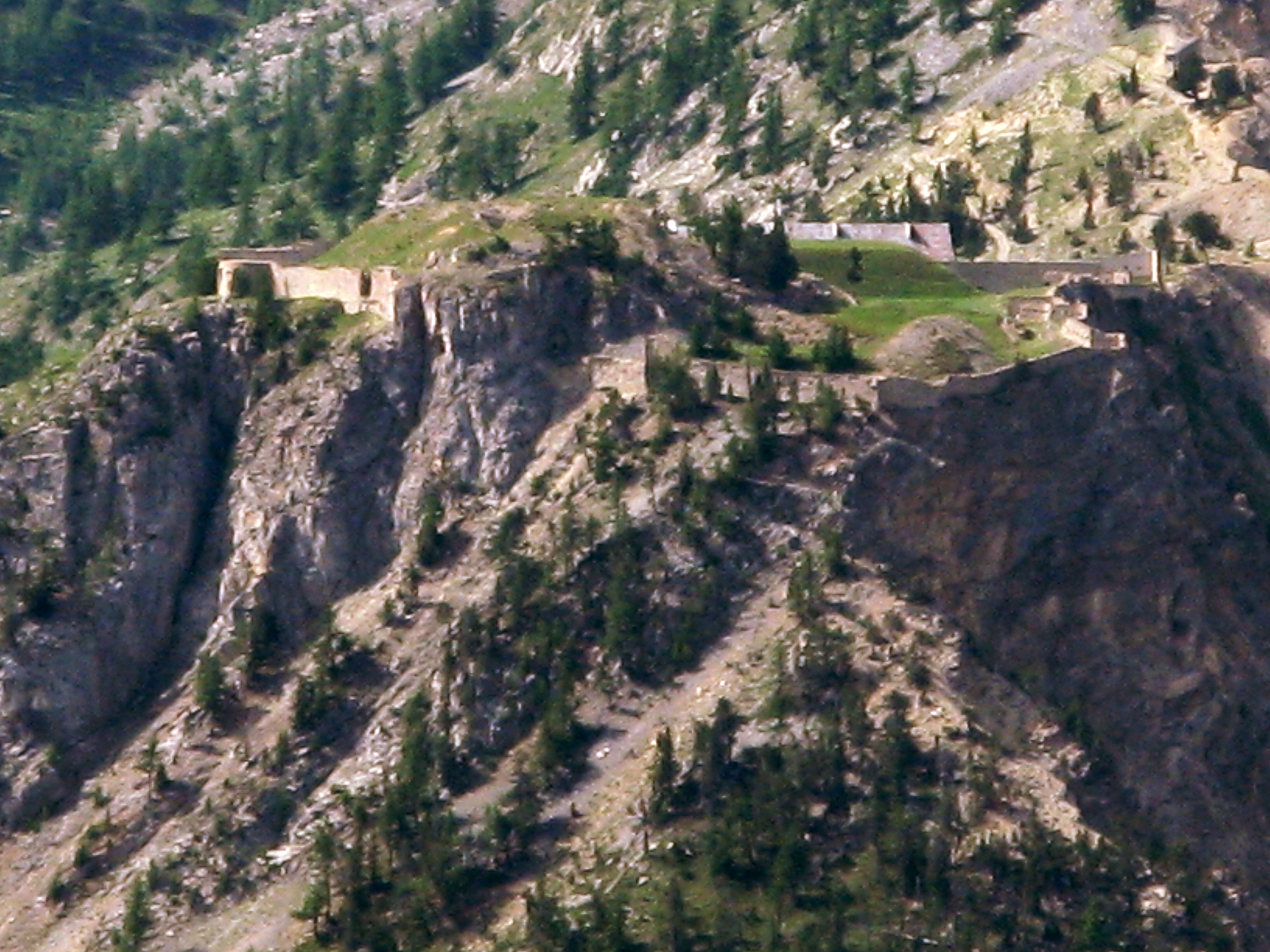
Вид на форта д’Олив с горы Эгий Руж

16 июня маршал Грациани отдал приказ подготовить наступление в течение 10 дней. Были запланированы следующие действия: «операция В» через перевал малый Сен-Бернар, «операция М» через перевал Маддалена и «операция R» вдоль Ривьеры. В этот же день итальянцы перешли к наступлению близ Бриансона. В ответ на это французы начали обстреливать из форта д’Олив итальянскую крепость Бардонеккиа. В ответ 149-мм орудия итальянского форта на пике Мон-Шабертон («внушительное строение, скрывающееся в облаках на высоте 3130 м») начало стрелять по форту д’Олив. 18 июня орудия на высоте Мон-Шабертон, господствующие над Кол-де-Монжевер обстреляли небольшое французское укрепление Гондран близ Бриансона, с целью поддержки итальянского наступления. Обстрел не повлёк за собой серьёзных повреждений, но сильно пошатнул боевой дух французов. В течение дня группа армий «Запад» получила два по-видимому противоречащих друг другу приказа: «немедленно прекратить враждебные действия против Франции» и «подготовка к ранее объявленным действиям должна продолжаться в прежнем темпе». Цель этих приказов всё ещё остаётся неясной, но весть быстро распространилась среди итальянских фронтовиков, многие начали отмечать конец войны и даже брататься с французами. Фронтовым командирам было приказано объяснить своим войскам точную ситуацию, боевые действия в итоге продолжились. В это день Муссолини встретился с Гитлером в Мюнхене, где ему сказали, что итальянские претензии на Ниццу, Корсику и Тунис мешают германским переговорам о перемирии. Смысл был ясен: подразумевалось, что итальянские претензии должны быть подкреплены военными успехами, если они хотели германской военной поддержки своих претензий.

### Действия французского флота
Ожидая вступления в войну Италии, командование британского и французского флотов планировало заставить итальянский флот принять бой. Британский Средиземноморский флот предполагалось направить к Мальте (этот поход британского флота также должен был проверить эффективность действий итальянской авиации и подводных лодок). Французский флот должен был атаковать береговые цели в Генуэзском заливе, Тирренском море, южной Италии, на Сицилии и Додеканезских островах. Объединенные силы британского и французского флота в Средиземном море имели превосходство над итальянским флотом  в кораблях основных классов 12:1. Начальник штаба итальянского флота адмирал Каваньяри считал, что при таком превосходстве противника решительного боя следует избегать. Вместо этого Каваньяри решил использовать свои надводные корабли для постановки минных заграждений в Сицилийском проливе, пока многочисленные итальянские подводные лодки будут наносить потери англо-французскому флоту.
Так как Франция терпела тяжелые поражения на сухопутном фронте от немецких войск и была уже почти разгромлена, запланированное морское наступление союзников так и не состоялось.
После начала войны с Италией 10 июня 1940 четыре французских крейсера и три эсминца провели патрулирование в Эгейском море. Кроме того, большая часть французских подводных лодок вышла на боевое патрулирование. Британский флот вместо выхода к Мальте продолжал оставаться у африканского побережья.
12 июня соединения французского флота вышли в море, получив сообщение, что в Средиземное море вошли немецкие военные корабли. Это сообщение оказалось ошибочным. Французские корабли были обнаружены в море итальянской подводной лодкой «Дандоло», которая выпустила торпеды по французским легким крейсерам «Жан де Вьенн» «Ла Галлисоньер» и «Марсельез». Торпеды в цель не попали. В тот же день другая итальянская подводная лодка «Альпино Баньолини» потопила британский крейсер «Калипсо» к югу от Крита.
13 июня французский флот приступил к выполнению так называемой операции «Вадо». Французская 3-я эскадра (4 тяжелых крейсера и 11 эсминцев) вышла из Тулона и направилась к побережью Италии. 14 июня в 04:26 французские тяжелые крейсера открыли огонь по береговым целям. С расстояния 16 000 ярдов (15 000 м) тяжелый крейсер «Альжери» добился попаданий по хранилищам горючего в Вадо-Лигуре. Дальнейшая стрельба стала затруднительной из-за густого дыма от горящих резервуаров с топливом. Крейсер «Фош» обстреливал сталелитейный завод в Савоне, а «Кольбер» и «Дюпле» с 14 000 ярдов (13 000 м) вели огонь по газовому заводу в Сестри-Потенте. В ответ по французским кораблям открыли огонь итальянские береговые батареи и бронепоезд береговой обороны. 6-дм (152-мм) снаряд с батареи «Мамели» в Пельи попал в котельное отделение французского эсминца «Альбатрос», , 12 французских моряков были убиты. Экипаж итальянского миноносца «Калатафими» сопровождавшего в районе Генуи минный заградитель, был захвачен врасплох атакой французского флота. Командир миноносца решил, что под прикрытием тумана он сможет подойти к французским кораблям и выпустить торпеды. «Калатафими» вышел в торпедную атаку под огнем французских эсминцев и получил повреждения от близких разрывов, но смог выпустить 4 торпеды. Ни одна торпеда в цель не попала. Еще одна торпедная атака по крейсерам «Кольбер» и «Дюпле» также не принесла успеха, и «Калатафими» укрылся в порту Генуи. Под сильным огнем итальянской береговой артиллерии французские крейсера отступили. Пока французские крейсера отходили, сопровождавшие их эсминцы смогли своим огнем подавить итальянскую береговую батарею на мысе Вардо. К юго-востоку от Савоны французские корабли были атакованы итальянскими торпедными катерами 13-й флотилии MAS. Катер MAS-539 подошел на 2 000 ярдов (1 800 м) к крейсерам «Альжери» и «Фош», и выпустил по ним торпеды, но безуспешно. Катера MAS-534 и MAS-538 выпустили каждый по две торпеды по отступавшим французским крейсерам, но так же не попали. Катер MAS-535 был поврежден, получив попадание французского снаряда, три человека из его экипажа были убиты. Французский флот организованно отступил и вернулся в Тулон к полудню 14 июня. Всего французские корабли в этой операции выпустили 1 500 снарядов, итальянские береговые батареи – около 300 снарядов. Французы сообщили, что «подвергли береговые цели эффективному и продолжительному обстрелу», хотя позже они признали, что «результаты обстрела… были почти нулевыми, причинив противнику лишь незначительный ущерб». Экипаж «Калатафими» считал, что «попадание снаряда в эсминец «Альбатрос» вызвало взрыв его торпед». Это заявление было использовано итальянской пропагандой и создало преувеличенную репутацию эффективности итальянской береговой обороны. Взаимодействуя с французским флотом, 8 французских бомбардировщиков LeO 45 нанесли удар по итальянским аэродромам,  а 9 торпедоносцев «Суордфиш» британской морской авиации, базировавшихся в Иере, атаковали Геную. Действия французского флота заставили Муссолини отдать приказ итальянской авиации наносить удары по европейской территории Франции, до этого над Францией итальянцы совершали только разведывательные полеты.
17 июня французский шлюп-тральщик «Ла-Курьез» заставил всплыть и таранным ударом потопил итальянскую подводную лодку «Прована» в районе Орана. При этом «Ла-Курьез» также получил тяжелые повреждения. «Прована» стала единственной итальянской подводной лодкой, потопленной французским флотом. Следующие выходы в море французских крейсеров и эсминцев 18 и 19 июня не привели к боевым столкновениям. 21 июня французский линкор «Лоррэн»  в сопровождении британских крейсеров «Орион» и «Нептун», австралийского крейсера «Сидней» и четырех британских эсминцев обстрелял итальянский порт Бардия в Ливии. Французская морская авиация тогда же бомбила Ливорно. Это были последние активные действия французских вооруженных сил против Италии.

### Итальянское наступление 21—24 июня
19 июня 1940 г. генерал Роатта  написал в штаб Западной армейской группы: «возможно, французские войска еще занимают укрепления, но скорее всего, подвижные части в их тылу уже отступают». Эти (ошибочные) сведения об отступлении французских войск не подтверждались командирами на фронте, но укреплялось мнение о низком боевом духе французов. Поэтому, когда началось наступление, итальянские солдаты, уверенные в победе, стройными колоннами пошли на штурм французских фортов.
19 июня Муссолини приказал своим генералам «навязывать бой противнику», и в 20:50 Роатта направил директиву «немедленно начать локальные наступательные операции, повсюду атаковать противника, решительно и упорно, насколько это возможно». Основное наступление должно было начаться «как можно скорее, и не позднее 23 июня». Утром 20 июня Муссолини приказал маршалу  Бадольо  начать наступление на следующее утро, заявив: «я не хочу такого позора, чтобы немцы заняли Ниццу и потом милостиво подарили ее нам». Бадольо приказал: «завтра 21 июня, в 03:00 должно начаться общее наступление, 1-я и 4-я армии должны решительно атаковать по всему фронту. Цель: проникнуть максимально глубоко во французскую территорию». В 17:45 маршал Грациани отдал приказ по Западной армейской группе:
«Немцы заняли Лион, и абсолютно недопустимо, чтобы они первыми вышли к морю. Завтра в 03:00 следует начать наступление по всему фронту, от Сен-Бернара до моря. Авиация должна наносить массированные удары по французским укреплениям и городам. Завтра или послезавтра немцы направят бронетанковые колонны из Лиона в направлении Шамбери, Сен-Пьер-де-Шартрез и Гренобля».
Грациани изменил директиву от 16 июня: теперь основной целью наступления был Марсель . В окончательной редакции в план наступления вошли две основных операции: операция «М» (наступление через перевал Малый Сен-Бернар) и операция «R» (наступление в районе Ривьеры). Наступление в районе перевала Маддалена должно было стать лишь отвлекающей операцией. Главной целью операции «М» был Альбервиль, а операции «R» - Ментон. 20 июня в 20:00 Муссолини отменил приказ о наступлении, но прежде чем приказ об отмене дошел до войск, дуче получил подтверждение, что немецкие войска продолжают наступление по долине Роны, хотя вскоре ожидалось подписание перемирия. После этого Муссолини отозвал приказ об отмене, и приказал начать наступление как назначено ранее, лишь сделав упор на северный сектор фронта, как настаивали его генералы. 
20 июня орудия итальянского форта Шабертон, прозванного французами «броненосец в облаках» (cuirassé des nuages), открыли огонь по французскому укреплению  Жанус. Французы из-за расположения позиции и сильной облачности не могли навести свою батарею из 6 орудий на итальянский форт и ответить огнем. При поддержке орудий форта Шабертон итальянские войска смогли продвинуться вперед и захватить деревню Монженевр. Однако остальные позиции французы упорно удерживали, и больше в секторе Бриансон,  итальянцы продвинуться не смогли. На следующий день 21 июня французы перебросили в форт Инферне батарею 280-мм мортир 154-го артиллерийского полка для обстрела форта Шабертон. В течение следующих трех дней французы огнем 280-мм мортир смогли подавить 6 из 8 броневых башен итальянского форта. Оставшиеся две башни, скрытые туманом, продолжали обстреливать французские позиции до подписания перемирия. 
21 июня началось итальянское наступление. Рано утром итальянские войска перешли французскую границу во всех пунктах по фронту. Сначала итальянское наступление имело некоторый успех. Оборона французов была ослаблена, так как французское командование перебрасывало войска на север в попытке остановить продвижение немцев. Итальянские войска, наступавшие в Ривьере (всего около 80 000 солдат включая резервы) 21 июня продвинулись примерно на 5 миль (около 8 км). На побережье у французов было наибольшее количество войск (38 000 солдат).

#### 4-я Армия
Главный удар должна была наносить итальянская 4-я армия под командованием генерала Альфредо Гуццони. Альпийский корпус, усиленный артиллерией 4-го армейского корпуса на левом фланге, начал наступление на фронте шириной 34-40 км от Коль-де-ла-Сен до Коль-Дю-Мон. Основное направление его наступления должно было проходить через перевал Малый Сен-Бернар. Это было бы самое доступное направление, если бы французы не уничтожили мосты. Это направление прикрывал французский форт «Разрушенный редут» (Redoute Ruinée), построенный на развалинах старинного форта, его занимали 70 французских солдат с пулеметами, и аванпост в районе Селож. Всего у французов в районе Бур-Сен-Морис (часть суб-сектора Тарантез) было 3000 солдат (по другим данным - 5500), 350 пулеметов и 150 орудий. Эти войска поддерживали  еще 18 батальонов и 60 орудий. Основной целью наступления итальянского Альпийского Корпуса было занятие населенных пунктов Бур-Сен-Морис, Ле-Шапо, Зее и Тинь. После выполнения этой задачи Альпийский Корпус должен был наступать на Бофор и Альбервиль. 
21 июня правая колонна Альпийского Корпуса заняла Коль-де-ла Сен и продвинулась на несколько километров по ледникам, но была встречена сильным огнем французов со стороны Селожа. Итальянцы обошли французское укрепление и продолжили наступление со стороны Кормэ-де-Розлен, но они не успели завершить окружение французов к тому времени, когда было подписано перемирие. Центральная колонна Альпийского Корпуса прошла через перевал Малый Сен-Бернар, но была остановлена огнем форта «Разрушенный редут». Для усиления наступающих итальянских войск из Пьяченцы подошла 101-я моторизованная дивизия «Триесте». В 11:00 батальон мотоциклистов дивизии «Триесте» прорвался через перевал и продвинулся на 2 км. После этого мотоциклисты форсировали реку под сильным огнем французов, а итальянские саперы починили взорванный мост, понеся при этом большие потери.
22 июня танковый батальон дивизии «Триесте» прошел через позиции мотоциклистов и продолжил наступление, но остановился на минном поле. Две танкетки L3 застряли в проволочных заграждениях, еще одна танкетка при попытке обойти их подорвалась на мине, а другая упала в противотанковый ров. Еще у двух танкеток возникли неисправности с двигателями. В тот же день батальон 65-го моторизованного полка дивизии «Триесте» при попытке атаковать «Разрушенный редут» с тыла, наткнулся на позиции французской пехоты с полевыми укреплениями. Позже мотострелков сменила пулеметная часть, и они направились к Зее. Левая колонна Альпийского Корпуса встретила лишь слабое сопротивление и 22 июня вышла на правый берег реки Изер. Ко времени подписания перемирия центральная колонна заняла Зее, но итальянцы не успели подтянуть достаточное количество артиллерии для подавления форта «Разрушенный редут», получившего подкрепления. Хотя форт получил повреждения, его орудия продолжали препятствовать наступлению итальянцев через перевал Малый Сен-Бернар до подписания перемирия. Таким образом, Альпийский Корпус не выполнил основной задачи – занятия Бур-Сен-Морис. После перемирия итальянцы позволили гарнизону «Разрушенного редута» выйти, сохранив оружие и знамя.
К югу от Альпийского Корпуса наступал 1-й армейский корпус, на фронте около 40 км, от Мон-Сениз до Коль-д’Эташ. Целью итальянцев было прорвать оборону французских фортов Бессан, Ланлебур  и Сольер-Сардьер и комплексов укреплений Сен-Гобэн, Сен-Антуан  и Сапэ, защищавших Модан, после этого повернуть на север в направлении Альбервилля. Батальоны «Валь Сенискиа» и «Суза» под командованием майора Константино Боккалатте из 3-го альпийского полка дивизии «Тауринензе» были временно подчинены дивизии «Кальяри». Основное наступление должны были вести три колонны дивизии «Кальяри», их целью было взятие Бессана и Брамана, после этого они должны были наступать на Модан. Центральная колонна состояла из 1-го и 2-го батальонов 64-го пехотного полка и 3-го батальона 62-го полка. Они наступали через перевал Коль-де-Лак-Жасет и по долине Амбен.
2-й батальон 63-го пехотного полка дивизии «Кальяри» проходил перевал Малый Мон-Сениз по направлению к деревне Ле-Пленэ, где присоединялся к центральной колонне, а 1-й батальон того же полка, пройдя Па-де-Беллькомб , усиливал центральную колонну в деревне Ле-Виллетт. Левую колонну составлял батальон «Валь Сенискиа», двигавшийся через Коль-д’Эташ. По плану его атака на левый фланг французских сил у Модана должна быть синхронизирована с наступлением центральной колонны. Батальон «Суза» под командованием майора Боккалатте составлял правую колонну и двигался через Па-де-Шапо и Новалеза, и далее вдоль реки Рибон к Бессану. После этого батальон «Суза» должен был наступать к Ланлебуру и соединиться с 3-м батальоном 64-го пехотного полка дивизии «Кальяри», наступавшим через Коль-де-Мон-Сениз. Французские гарнизоны фортов, противостоявшие этим силам, составляли около 4500 солдат, кроме того за линией фортов их поддерживали 2 дивизии и 60 танков. У французов также был аванпост в Арселлене, состоявший из трех блокгаузов и большую часть времени скрытый туманом. В резерве у итальянцев была дивизия «Бреннеро», дислоцированная в районе озера Мон-Сениз.
Итальянская центральная колонна начала продвижение через Коль-де-Лак-Жасет вскоре после полудня 21 июня и на подходе к реке Амбен столкнулась с сильным сопротивлением. 2-й батальон 63-го полка дивизии «Кальяри», пройдя Малый Мон-Сениз, преодолел слабое сопротивление французов и соединился с центральной колонной. Несколько небольших групп были оставлены для зачистки, а главные силы колонны продолжили наступление к Браману. Все батальоны дивизии «Кальяри» сосредоточились на окраине Брамана и после того, как итальянская артиллерия разгромила французские полевые укрепления, итальянцы взяли город к концу первого дня наступления. После этого один батальон был направлен к Терминьону на соединение с батальоном «Суза», а остальные продолжили наступление на Модан. Батальон «Валь Сенискиа» не встретил сопротивления при продвижении через Коль-д’Эташ и Коль-де-Браманетт и вышел в тыл французского форта Фор-де-ла-Бальм. Его укрепления были взяты 23 июня силами дивизии «Кальяри», но форты, защищавшие Модан – Сен-Гобен и Барьер-де-Эссельон – были гораздо сильнее. Итальянцы начали обход фортов с юга, а их артиллерия пыталась подавить орудия фортов. Но к подписанию перемирия форты не были нейтрализованы, хотя передовые части дивизии «Кальяри» находились уже в трех километрах от Модана. 
Батальон «Суза» занял Ланлебур и продвигался к Терминьону, а 3-й батальон 64-го полка задержался. Путь его наступления оказался сильно заминирован и оборудован множеством противотанковых и противопехотных препятствий. В подкрепление 3-му батальону был направлен батальон 231-го пехотного полка «Авеллино» и танковый батальон дивизии «Бреннеро». Две танкетки L3 подорвались на минах на узкой горной дороге и задержали всю колонну, что позволило французской тяжелой артиллерии обстрелять ее и нанести большие потери. Итальянская пехота могла продолжать наступление лишь очень медленно под сильным огнем французов. Иногда итальянцы проходили мимо хорошо замаскированных французских пулеметных гнезд, которые потом обстреливали их с тыла. Все же итальянцы смогли окружить сильный форт Фор-де-ла-Турра, но до подписания перемирия этот форт и аванпост в Арселлене продолжали вести огонь. Колонна дивизии «Кальяри» не дошла до Ланлебура, занятого ранее батальоном «Суза» майора Боккалатте.

#### 1-я Армия
Итальянская 1-я Армия  не должна была наносить главный удар, так как из-за внезапного приказа о наступлении не была достаточно подготовлена, и об этом 20 июня просил ее командующий генерал Пьетро Пинтор. Эта задача была поставлена 4-й Армии, действовавшей севернее.
Южный фронт 1-й Армии от Монте Граммондо до побережья удерживался 37-й горнопехотной дивизией «Модена» и 5-й пехотной дивизией «Коссерия». Резерв 1-й Армии составляла 52-я моторизованная дивизия «Торино». 20 июня итальянские войска начали наступление по всему фронту, но в большинстве пунктов оно было отражено сильным огнем французской артиллерии. 
21 июня итальянские части, наступавшие через Валь Ройя, успешно заняли Фонтан. Дивизия «Коссерия», наступавшая на Ниццу, по плану должна была соединиться с частями альпийских стрелков, наступавшими в долине Везюби, и  полком морской пехоты «Сан Марко», который должен был высадиться с моря в тылу французского комплекса укреплений Кап-Мартен. Высадку с моря пришлось отменить по техническим причинам – из-за перегруженности судов, неисправностей их двигателей и сильного волнения на море. Итальянскому Королевскому Флоту не хватало специальных десантных кораблей, и приходилось использовать реквизированные прогулочные яхты и рыболовные суда. Итальянский флот несколько раз пытался высадить десант, но после того, как несколько импровизированных десантных судов сели на мель, вся высадка была отменена. Наступление дивизии «Коссерия» было встречено сильным артиллерийским огнем с комплексов укреплений Кап-Мартен и Мон-Ажель. Огнем французской артиллерии был разбит бронепоезд итальянского флота. Под прикрытием бури и тумана 22 июня итальянцы смогли занять часть Сен-Поль-де-Ванс и Ла-Гранж. Муссолини отдал приказ дивизии «Коссерия» наступать любой ценой. 
Ночью 22/23 июня, все еще под прикрытием тумана, части дивизии «Коссерия» обошли укрепления Кап-Мартен и вошли в квартал Гараван города Ментон. Обойденные итальянцами французские войска продолжали оказывать сопротивление, артиллерия фортов Кап-Мартен вела огонь до подписания перемирия. Бои на улицах Ментона были ожесточенными. 23 июня итальянцы смогли пробиться через квартал Боссет и занять капуцинский монастырь на холме. Запланированную на 24 июня морскую высадку частей чернорубашечников в Ментоне пришлось отменить из-за сильного волнения на море и яркого света луны. Французские войска постепенно отступали из Ментона, за исключением гарнизона передового форта Пон-Сен-Луи. 
24 июня итальянская пехота достигла долины Карноле, но там ее наступление было остановлено французской артиллерией (а не сенегальскими стрелками, как иногда утверждается). Итальянские самолеты нанесли бомбовые удары по французским казармам, расположенным там. В тот день форт Пон-Сен-Луи в последний раз открыл огонь по итальянцам. Захват Ментона, «жемчужины Франции» и популярного места отдыха богатых туристов, был «несомненным успехом, хотя он дорого обошелся». Муссолини посетил место боя 1 июля и позже заявил по радио: «нашу пехоту поддерживал бронепоезд, который прошел через туннель у Ла-Мортола и обстреливал сильно укрепленный город [Ментон], в котором противник оказывал упорное сопротивление».
Северный фланг итальянской 1-й Армии занимала 33-я горнопехотная дивизия «Аккуи», расположенная у Валле-Стура-ди-Демонте. Силы дивизии «Аккуи» составляли 6 пехотных батальонов, 1 легион (батальон) чернорубашечников, 30 минометов 81-мм, 24 горных пушки 75-мм и 12 гаубиц 100-мм. Транспортные средства дивизии включали 3500 мулов и лошадей (перевозивших артиллерию), 68 автомобилей, 71 мотоцикл и 153 велосипеда. Первоначально расположение частей дивизии было оборонительным, и предполагалось даже вероятное применение горчичного газа со стороны французов. 20 июня дивизия получила приказ наступать и продвинуться на 60 км в глубину французской территории по единственной дороге в горной долине. Средства радиосвязи не действовали из-за плохой погоды. Вскоре обоз дивизии с запасами продовольствия и артиллерия сильно отстали, оставшись в тылу. 23 июня части дивизии «Аккуи» достигли перевала Маддалена и начали спускаться  в долину Юбэ на территорию Франции, при этом у них была только одна 100-мм гаубица на конной тяге. Сильный снегопад и туман значительно замедлили наступление итальянцев, но также не позволили французской артиллерии вести точный огонь. Дивизия «Аккуи» не успела достигнуть французских укреплений до конца дня 24 июня, к тому времени уже было подписано перемирие. Дивизия потеряла 32 человека убитыми и 90 ранеными. Также 198 человек пострадали от обморожений и 15 пропали без вести. Так как итальянцы не успели подтянуть артиллерию в долину Юбэ, они не стреляли по французским фортам.

## Итоги
22 июня 1940 года немцы вынудили французов подписать Компьенское перемирие. 24 июня перемирие с французами подписали и итальянцы. На юго-востоке Франции была создана итальянская оккупационная зона, которая в дальнейшем была расширена в ноябре 1942 года.